# Vicki Cenere
Vicki Cenere es una deportista australiana que compitió en taekwondo. Ganó tres medallas de bronce en el Campeonato Asiático de Taekwondo entre los años 1992 y 1996.

## Palmarés internacional
| Campeonato Asiático | Campeonato Asiático    | Campeonato Asiático | Campeonato Asiático |
| Año                 | Lugar                  | Medalla             | Categoría           |
| ------------------- | ---------------------- | ------------------- | ------------------- |
| 1992                | Kuala Lumpur (Malasia) | Medalla de bronce   | –51 kg              |
| 1994                | Manila (Filipinas)     | Medalla de bronce   | –47 kg              |
| 1996                | Melbourne (Australia)  | Medalla de bronce   | –47 kg              |